# Ctenochromis pectoralis
Ctenochromis pectoralis, the Pangani Haplo (short for "haplochromine"), là một loài cá đã tuyệt chủng thuộc họ Cichlidae.
Nó từng được tìm thấy ở Kenya và Tanzania.